# Carolyn Labey

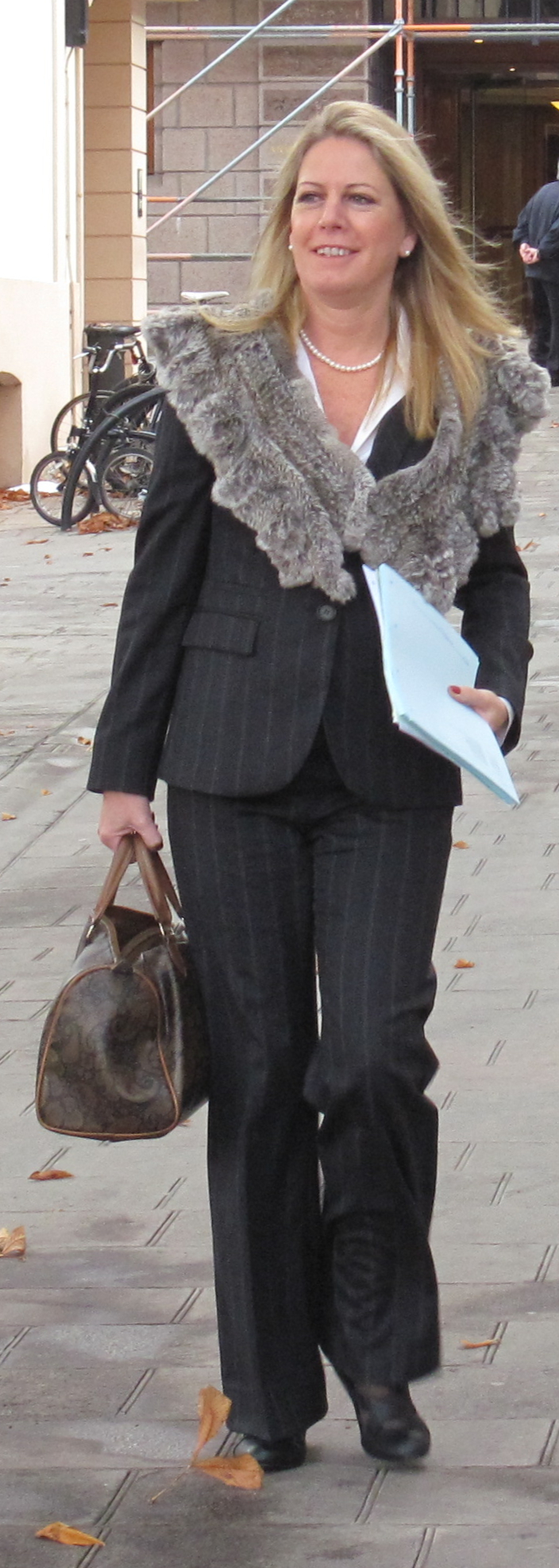
Carolyn Labey (2011)

Carolyn Fiona Labey ist eine Politikerin aus Jersey, die seit 2018 Assistierende Chefministerin und Ministerin für internationale Entwicklung ist.

## Leben
Carolyn Fiona Labey wurde erstmals am 12. Dezember 2002 für den Wahlkreis Grouville Mitglied der 53-köpfigen States of Jersey und als solche 2005, 2008, 2011, 2014 und 2018 wiedergewählt. Zu Beginn ihrer Parlamentszugehörigkeit war sie Mitglied des Ausschusses für Bildung, Sport und Kultur. Nachdem sie im Kabinett von Chief Minister Frank Walker zwischen Dezember 2005 und Dezember 2008 Assistierende Bildungsministerin mit der Verantwortlichkeit für Kultur war, bekleidete sie von 2011 bis 2018 den Posten als Assistierende Ministerin für wirtschaftliche Entwicklung in den Regierungen von Chief Minister Ian Gorst.
Nachdem sich am 4. Juni 2018 John Le Fondré bei der Wahl zum Chief Minister von Jersey mit 30 zu 19 Stimmen gegen den Amtsinhaber Ian Gorst durchsetzen konnte, wählte am 7. Juni 2018 das Parlament die Kabinettsmitglieder. Dem Ministerrat (Council of Ministers) gehören neben Chief Minister Le Fondré unter anderem Ian Gorst als Außenminister, Len Norman als Innenminister sowie Susie Pinel als Schatzministerin an. Carolyn Labey übernahm im Kabinett Le Fondré die Ämter als Assistierende Chefministerin sowie als Ministerin für internationale Entwicklung. Dem Ministerrat gehören aktuell zwölf Mitglieder an. Sie ist darüber hinaus Vorsitzende der Commonwealth Parliamentary Association (CPA) für Jersey sowie Vorsitzende der Kommission für Entwicklungshilfe (Jersey Overseas Aid Commission), die für die Zuweisung des Jahresbudgets für Auslandshilfe verantwortlich ist und vielen in Entwicklungsländern tätigen Wohltätigkeitsorganisationen Zuschüsse sowie erforderlichenfalls Soforthilfe gewährt. Des Weiteren ist sie Mitglied des Bailiff’s Consultative Panel, welches den obersten Staatsbeamten (Bailiff) berät sowie Mitglied des Forums für Diversität (Diversity Forum).